# Tour di Fabrizio De André
I tour di Fabrizio De André sono stati in tutto 12, in un periodo di 23 anni che va dal 1975 al 1998, l'anno prima della sua morte.
Il repertorio audio delle tournée è stato pubblicato dalla Sony Music il 13 novembre 2012 nel cofanetto contenente 16 dischi (due per ogni concerto) Fabrizio De André - I Concerti.
| Date e Titolo                                                       | Formazione | Apripista/ supporto                                                             | Luogo  | Disco |
| ------------------------------------------------------------------- | --- | ------------------------------------------------------------------------------- | ------ | ----- |
| 15 marzo 1975 - 17 gennaio 1976                                     | Giorgio Usai, Ricky Belloni, Gianni Belleno, Giorgio D'Adamo e Alberto Mompellio | Beppe Grillo (fino all'estate 1975) Eugenio Finardi e Lucio Fabbri (in seguito) | Italia | No    |
| 21 dicembre 1978 - 28 gennaio 1979.                                 | Premiata Forneria Marconi | David Riondino e Roberto Benigni                                                | Italia | Sì    |
| 18 agosto 1981 - 13 settembre 1981 Tour estivo L'indiano            | Mauro Pagani (violino, Ottavino, chitarra acustica, mandolino), Mark Harris (tastiere), Lele Melotti (batteria), Tony Soranno (chitarra), Claudio Pascoli (sax), Maurizio Preti (percussioni), Pier Michelatti (basso), Carlo Facchini (chitarra), Cristiano De André e Massimo Bubola (supporto) | Massimo Bubola (1981) Tempi Duri (1982)                                         | Italia | No    |
| 24 gennaio 1982 - 21 febbraio 1982 Tour invernale L'indiano         | Mauro Pagani (violino, Ottavino, chitarra acustica, mandolino), Mark Harris (tastiere), Lele Melotti (batteria), Tony Soranno (chitarra), Claudio Pascoli (sax), Maurizio Preti (percussioni), Pier Michelatti (basso), Carlo Facchini (chitarra), Cristiano De André e Massimo Bubola (supporto) | Massimo Bubola (1981) Tempi Duri (1982)                                         | Italia | No    |
| 2 marzo 1982 - 24 aprile 1982 Tour europeo L'indiano                | Mauro Pagani (violino, Ottavino, chitarra acustica, mandolino), Mark Harris (tastiere), Lele Melotti (batteria), Tony Soranno (chitarra), Claudio Pascoli (sax), Maurizio Preti (percussioni), Pier Michelatti (basso), Carlo Facchini (chitarra), Cristiano De André e Massimo Bubola (supporto) | Massimo Bubola (1981) Tempi Duri (1982)                                         | Europa | No    |
| 4 agosto 1982 - 7 settembre 1982 Tour estivo L'indiano              | Mauro Pagani (violino, Ottavino, chitarra acustica, mandolino), Mark Harris (tastiere), Lele Melotti (batteria), Tony Soranno (chitarra), Claudio Pascoli (sax), Maurizio Preti (percussioni), Pier Michelatti (basso), Carlo Facchini (chitarra), Cristiano De André e Massimo Bubola (supporto) | Massimo Bubola (1981) Tempi Duri (1982)                                         | Italia | No    |
| 7 agosto 1984 - 30 settembre 1984 Tour Creuza de mä                 | Mauro Pagani, Cristiano De André, Ellade Bandini, Maurizio Preti percussioni, Sergio Portaluri, Tony Soranno, Mario Arcari e Gilberto Martellieri | Angelo Baiguera                                                                 | Italia | No    |
| 18 febbraio 1991 - 1º maggio 1991 Tour Le Nuvole                    | Michele Ascolese (chitarre, bouzouki, mandolino e seconde voci), Ellade Bandini (batteria), Giorgio Cordini (chitarre, bouzouki, mandolino, tastiere aggiunte e seconde voci), Gilberto Martellieri (pianoforte, tastiere e fisarmonica), Pier Michelatti (basso e seconde voci), Naco (percussioni e gabbiani), Mauro Pagani (violino, mandolino, flauto, kazoo, bouzouki, oud, 'ndelele e seconde voci), Giancarlo Parisi (flauto, sax soprano, clarinetto, ciaramella, zampogna e tastiere aggiunte). Ivano Fossati, Roberto Murolo, Cristiano De André, Francesco Baccini, et al. (ospiti). | No                                                                              | Italia | Sì    |
| agosto 1991 - 30 settembre 1991 Tour estivo Le Nuvole               | Michele Ascolese (chitarre, bouzouki, mandolino e seconde voci), Ellade Bandini (batteria), Giorgio Cordini (chitarre, bouzouki, mandolino, tastiere aggiunte e seconde voci), Gilberto Martellieri (pianoforte, tastiere e fisarmonica), Pier Michelatti (basso e seconde voci), Naco (percussioni e gabbiani), Mauro Pagani (violino, mandolino, flauto, kazoo, bouzouki, oud, 'ndelele e seconde voci), Giancarlo Parisi (flauto, sax soprano, clarinetto, ciaramella, zampogna e tastiere aggiunte). Ivano Fossati, Roberto Murolo, Cristiano De André, Francesco Baccini, et al. (ospiti). | No                                                                              | Italia | Sì    |
| 24 ottobre 1992- 6 luglio 1993 Uomini e donne (teatrale)            | | No                                                                              | Italia | No    |
| 1º marzo 1997 - 28 aprile 1997 Anime Salve                          | Michele Ascolese, Cristiano De André, Elio Rivagli, Ellade Bandini, Pier Michelatti, Stefano Cerri, Rosario Jermano, Mark Harris, Mario Arcari, Giorgio Cordini, Luvi De André, Laura De Luca, Danila Satragno | Cristiano De André Oliviero Malaspina                                           | Italia | Sì    |
| 1º novembre 1997 - 1º maggio 1998 Mi innamoravo di tutto (teatrale) | Michele Ascolese, Cristiano De André, Elio Rivagli, Ellade Bandini, Pier Michelatti, Stefano Cerri, Rosario Jermano, Mark Harris, Mario Arcari, Giorgio Cordini, Luvi De André, Laura De Luca, Danila Satragno | Cristiano De André Oliviero Malaspina                                           | Italia | Sì    |
| 16 luglio 1998 - 24 agosto 1998 Tour estivo (interrotto)            | | No                                                                              | Italia | No    |